# クイーンエリザベス2世カップ (香港)
クイーンエリザベス2世カップ（クイーンエリザベス2せいカップ、中: 女皇盃、英: QEII Cup）とは香港にある沙田競馬場の芝2000メートルで行われる競馬の競走である。

## 概要

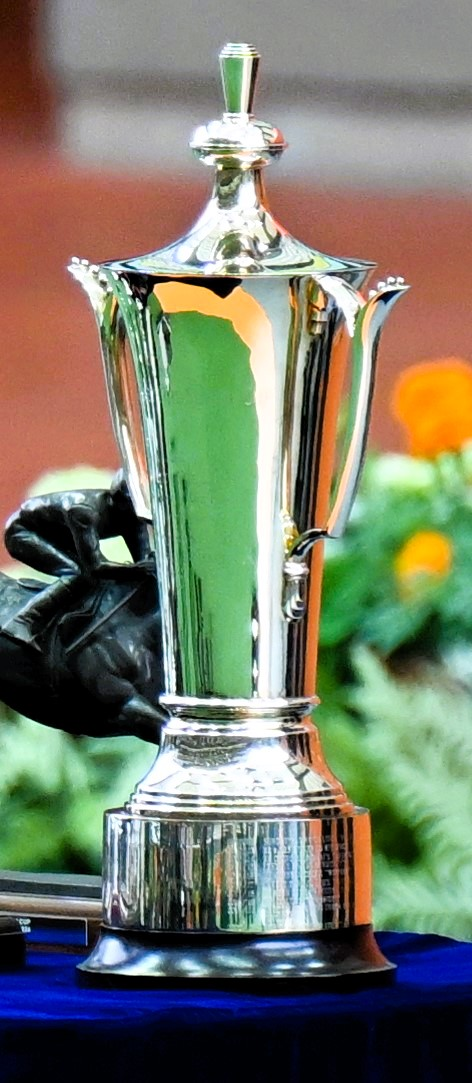
トロフィー

1975年5月5日に、イギリス女王エリザベス2世がハッピーヴァレー競馬場に来訪したことを記念して創設された競走である。創設時の施行条件はダート（サンド）1575メートルで、1979年に沙田競馬場が開設されると開催がそちらに移された。以来何度もの距離の変遷を経て、1997年からは沙田競馬場芝2000メートルで施行されている。
1992年に香港競馬でローカルグレード制が導入されると、この競走もローカルG2と設定された。1995年より香港カップなどと同時に国際競走として門戸開放、ローカルG1に格上げされた。1999年には国際G2として国際的な格付けを取得、2001年からは国際G1に格付けされた。2002年からはワールドシリーズ・レーシング・チャンピオンシップに加わったが2003年にドバイワールドカップが同シリーズから離脱したのにともない、2006年に同シリーズが休止されるまでシリーズの開幕を飾るレースとなっていた。
この競走では長くスイスの高級腕時計ブランド・メーカーのオーデマ・ピゲ社（中: 愛彼錶）がスポンサーとなっており、その間の正式な競走名は「オーデマ・ピゲ賞 クイーンエリザベス2世カップ」であった。2019年からスポンサーが保険会社のFWD（中: 富衛）に変更された。また、2018年以降はチャンピオンズマイルとチェアマンズスプリントプライズの2競走と同日開催になり、開催日は「チャンピオンズデー」という香港競馬下半期の一大イベントとなった。各年の優勝馬がその年の香港年度代表馬に多く選出されており、その選考決定に重きをなす競走となっている。
総額賞金は2400万香港ドルで、1着賞金1368万香港ドル、2着賞金528万香港ドル、3着賞金240万香港ドル、4着賞金136.8万香港ドル、5着賞金79.2万香港ドル、6着賞金48万香港ドルと定められている。また前年の香港国際競走4競走のうちいずれかの勝馬が本競走に勝利した場合、その馬主に100万香港ドルのボーナスが交付される。
芝2000メートルになってからのレースレコードは2019年にウインブライトが樹立した1分58秒81で、これは沙田競馬場のコースレコードでもある。芝1400メートルで施行された1982年にはAlex Flyerが1分23秒0を記録している。

## 歴代優勝馬
| 回数   | 施行日         | 調教国・優勝馬               | 日本語読み(カタカナ名)   | 性齢 | タイム  | 優勝騎手         | 管理調教師        | 馬主                                               |
| ------ | -------------- | ---------------------------- | ------------------------ | ---- | ------- | ---------------- | ----------------- | -------------------------------------------------- |
| 第1回  | 1975年5月5日   | 利是吉 (Nazakat)             |                          |      | 1:44.1  | A.Cheam          | H.Cheung          | Mr. & Mrs. H.Barma                                 |
| 第2回  | 1976年2月14日  | 永勝 (Super Win)             |                          |      | 1:54.2  | G.Moore          | G.Moore           | Mrs. C.Chiu Sheung                                 |
| 第3回  | 1977年2月12日  | 永得 (Wing Take)             |                          |      | 1:40.8  | L.Fox            | M.Tam             | L.Kwok                                             |
| 第4回  | 1977年11月26日 | 利是吉 (Nazakat)             |                          |      | 1:51.2  | R.Setches        | H.Cheung          | Mr. & Mrs. H.Barma                                 |
| 第5回  | 1979年4月21日  | 財源廣進 (Go-Getter)         |                          |      | 1:35.8  | K.Man            | A.Chan            | H.Cheung & R.Arculli                               |
| 第6回  | 1980年4月21日  | 喜韻 (Allegro)               |                          |      | 1:36.2  | D.Brosnan        | M.Tam             | J.Pearce                                           |
| 第7回  | 1981年4月25日  | 風塵客 (Classic Boy)         |                          |      | 1:36.5  | K.Moses          | R.Burns           | T.Lu                                               |
| 第8回  | 1982年4月21日  | 天祿 (Alex Flyer)            |                          |      | 1:23.0  | P.Paquet         | E.Collingwood     | H.Sun Wing                                         |
| 第9回  | 1983年4月27日  | 紅鬃烈馬 (Fire Ball)         |                          |      | 1:35.8  | A.クルーズ       | T.ウォン          | Mr. & Mrs. C.Wan Kee                               |
| 第10回 | 1984年4月25日  | 友威 (Yau Wai)               |                          |      | 1:28.3  | A.クルーズ       | T.ウォン          | The Executors of the Estate of the late F.Po Shang |
| 第11回 | 1985年4月21日  | 皇牌之王 (Champion Joker)    |                          |      | 1:52.3  | D.Brosnan        | P.カン            | W.Kwoon Chung & Partners                           |
| 第12回 | 1986年4月19日  | 精沛 (Powerhouse)            |                          | 騸4  | 2:04.3  | G.Palmer         | L.フォウンズ      | N.Shanks                                           |
| 第13回 | 1986年10月22日 | 金多多 (Forever Gold)        |                          | 騸6  | 1:34.9  | P.Chan           | G.Smyth           | Mr. & Mrs. E.Lowe                                  |
| 第14回 | 1988年4月24日  | 鑽中寶 (Top Grade)           |                          | 牡6  | 1:37.7  | P.Chan           | K.Lo              | C.Yu Tung                                          |
| 第15回 | 1989年4月22日  | 金鑰匙 (Star Mark)           |                          | 騸3  | 1:37.5  | B.Thomson        | P.カン            | Mr & Mrs. P.Au-Yeung                               |
| 第16回 | 1990年4月21日  | 及時而出 (Quicken Away)      |                          | 騸4  | 1:38.3  | N.Tiley          | B.Ng              | L.Sing Pui                                         |
| 第17回 | 1991年4月21日  | 金威 (Galway)                |                          | 騸4  | 1:50.0  | B.Thomson        | P.カン            | S.Ping Wai                                         |
| 第18回 | 1992年4月18日  | 翠河 (River Verdon)          | リヴァーヴァードン       | 騸5  | 1:34.7  | B.マーカス       | D.ヒル            | O.Cheung & H.Arculli                               |
| 第19回 | 1993年4月24日  | 冒險家 (Muhim)               |                          | 騸9  | 1:48.3  | J.マーシャル     | D.ヒル            | J.Shu Chuen                                        |
| 第20回 | 1994年4月2日   | 綠野神駒 (Deerfield)         |                          | 騸5  | 1:48.5  | M.キネーン       | N.Begg            | E.Kwok Yin                                         |
| 第21回 | 1995年4月1日   | 紅主教 (Red Bishop)          | レッドビショップ         | 牡7  | 2:17.2  | M.キネーン       | H.イブラヒム      | A.Saeed Bilhab                                     |
| 第22回 | 1996年4月14日  | 奧發布萊 (Overbury)          | オーヴァーベリー         | 牡5  | 2:14.5  | L.デットーリ     | Ｓ.ビン・スルール | Godolphin                                          |
| 第23回 | 1997年4月13日  | 倫敦新聞 (London News)       | ロンドンニュース         | 牡4  | 2:00.3  | D.ホワイト       | A.レアード        | Mr. & Mrs. L.Jaffee                                |
| 第24回 | 1998年4月19日  | 奔騰 (Oriental Express)      | オリエンタルエクスプレス | 騸5  | 2:01.0  | D.ホワイト       | I.アラン          | L.Yung                                             |
| 第25回 | 1999年4月18日  | 雞尾酒 (Jim and Tonic)       | ジムアンドトニック       | 騸5  | 2:00.1  | G.モッセ         | F.ドゥーメン      | J.Martin & R.Barby                                 |
| 第26回 | 2000年4月15日  | 實業家 (Industrialist)       | インダストリアリスト     | 騸4  | 2:02.1  | A.ムンロ         | P.カン            | A.Si Nok & P.Yau Ming                              |
| 第27回 | 2001年4月22日  | 星運來 (Silvano)             | シルヴァノ               | 牡5  | 2:03.1  | A.スボリッチ     | A.ヴェーラー      | Gestüt F.Stiftung                                  |
| 第28回 | 2002年4月21日  | 榮進寶蹄 (Eishin Preston)    | エイシンプレストン       | 牡5  | 2:02.5  | 福永祐一         | 北橋修二          | 平井豊光                                           |
| 第29回 | 2003年4月27日  | 榮進寶蹄 (Eishin Preston)    | エイシンプレストン       | 牡6  | 2:03.8  | 福永祐一         | 北橋修二          | 平井豊光                                           |
| 第30回 | 2004年4月25日  | 駿河 (River Dancer)          | リヴァーダンサー         | 騸5  | 2:01.4  | G.スコフィールド | J.サイズ          | R.Arculli                                          |
| 第31回 | 2005年4月24日  | 爪皇凌雨 (Vengeance of Rain) | ヴェンジャンスオブレイン | 騸4  | 2:01.8  | A.デルペッチ     | D.フェラーリ      | 周耀南                                             |
| 第32回 | 2006年4月23日  | 幻彩光華 (Irridescence)      | イリデセンス             | 牝4  | 2:02.0  | W.マーウィング   | M.デ・コック      | Team Valor                                         |
| 第33回 | 2007年4月29日  | 爆冷 (Viva Pataca)           | ヴィヴァパタカ           | 騸5  | 2:01.9  | M.キネーン       | J.ムーア          | スタンレー・ホー                                   |
| 第34回 | 2008年4月27日  | 雕塑家 (Archipenko)          | アーキペンコ             | 牡4  | 2:00.8  | K.シェイ         | M.デ・コック      | M.Tabor & S.Magnier                                |
| 第35回 | 2009年4月26日  | 百勝威 (Presvis)             | プレスヴィス             | 騸5  | 2:02.97 | R.ムーア         | L.クマーニ        | L.Marinopoulos                                     |
| 第36回 | 2010年4月25日  | 爆冷 (Viva Pataca)           | ヴィヴァパタカ           | 騸8  | 2:04.97 | W.マーウィング   | J.ムーア          | スタンレー・ホー                                   |
| 第37回 | 2011年5月1日   | 雄心威龍 (Ambitious Dragon)  | アンビシャスドラゴン     | 騸4  | 2:02.23 | D.ホワイト       | A.ミラード        | J.Pui Hung                                         |
| 第38回 | 2012年4月29日  | 統治地位 (Rulership)         | ルーラーシップ           | 牡5  | 2:02.38 | U.リスポリ       | 角居勝彦          | （有）サンデーレーシング                           |
| 第39回 | 2013年4月28日  | 軍事出擊 (Military Attack)   | ミリタリーアタック       | 騸5  | 2:02.15 | T.ベリー         | J.ムーア          | Mr. & Mrs. S.Lo Kit Sing                           |
| 第40回 | 2014年4月27日  | 威爾頓 (Designs on Rome)     | デザインズオンローム     | 騸4  | 2:01.06 | T.ベリー         | J.ムーア          | C.Keung Fai                                        |
| 第41回 | 2015年4月26日  | 將男 (Blazing Speed)         | ブレイジングスピード     | 騸6  | 2:02.89 | N.カラン         | A.クルーズ        | Fentons Racing Syndicate                           |
| 第42回 | 2016年4月24日  | 明月千里 (Werther)           | ワーザー                 | 騸4  | 2:01.32 | H.ボウマン       | J.ムーア          | C. Johnson                                         |
| 第43回 | 2017年4月30日  | 新寫實派 (Neorealism)        | ネオリアリズム           | 牡6  | 2:04.59 | J.モレイラ       | 堀宣行            | （有）キャロットファーム                           |
| 第44回 | 2018年4月29日  | 巴基之星 (Pakistan Star)     | パキスタンスター         | 騸5  | 2:00.21 | W.ビュイック     | A.クルーズ        | Kerm Din                                           |
| 第45回 | 2019年4月28日  | 勝出光采 (Win Bright)        | ウインブライト           | 牡5  | 1:58.81 | 松岡正海         | 畠山吉宏          | ウイン                                             |
| 第46回 | 2020年4月26日  | 時時精綵 (Exultant)          | エグザルタント           | 騸6  | 2:00.00 | Z.パートン       | A.クルーズ        | Eddie Wong Ming Chak & Wong Leung Sau Hing         |
| 第47回 | 2021年4月25日  | 唯獨愛你 (Loves Only You)    | ラヴズオンリーユー       | 牝5  | 2:01.22 | C.ホー           | 矢作芳人          | DMMドリームクラブ                                  |
| 第48回 | 2022年4月24日  | 浪漫勇士 (Romantic Warrior)  | ロマンチックウォリアー   | 騸4  | 2:00.13 | K.ティータン     | C.シャム          | Peter Lau Pak Fai                                  |
| 第49回 | 2023年4月30日  | 浪漫勇士 (Romantic Warrior)  | ロマンチックウォリアー   | 騸5  | 2:01.92 | J.クドナルド     | C.シャム          | Peter Lau Pak Fai                                  |
| 第50回 | 2024年4月28日  | 浪漫勇士 (Romantic Warrior)  | ロマンチックウォリアー   | 騸6  | 2:01.02 | J.クドナルド     | C.シャム          | Peter Lau Pak Fai                                  |
| 第51回 | 2025年4月27日  | 鍵琴高奏 (Tastiera)          | タスティエーラ           | 牡5  | 2:00.51 | D.レーン         | 堀宣行            | （有）キャロットファーム                           |

- 距離：第1回 1575m、第2、4、11、17、19、20回 1800m、第3回 1650m、第5〜7、9、13〜16、18回 1600m、第8回 1400m、第21、22回 2200m、第12、23回〜 2000m

※1995年以降は国旗を表記。